# Pitică cenușie

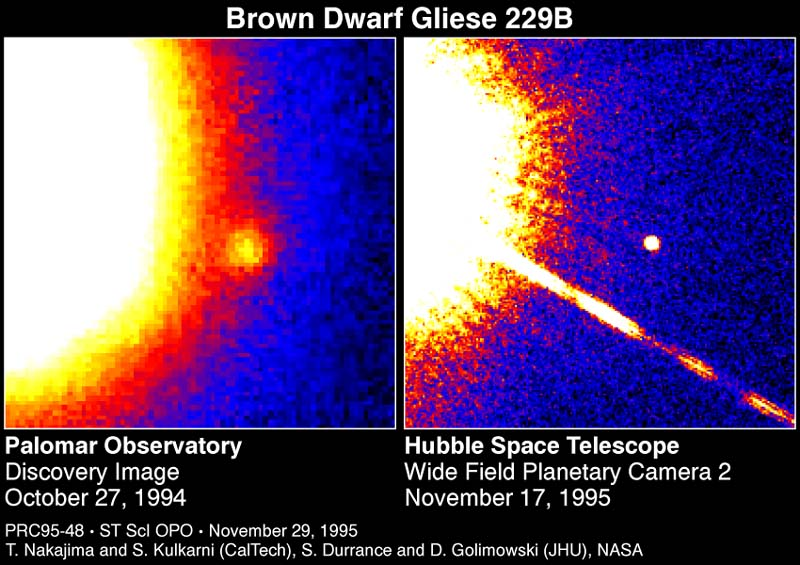
Această stea-planetă pitică cenuşie (obiectul cel mic) orbitează în jurul stelei Gliese 229, care este localizată în constelația Lepus la cca. 19 ani lumină de Pământ. Pitica cenușie, numită Gliese 229B, este de 20 - 50 ori mai mare decît Jupiter.

O pitică cenușie este un obiect substelar cu o masă mai mică decât este necesar pentru a menține arderea dată de reacția de fuziune nucleară pe bază de hidrogen în nucleul ei, așa cum sunt stele din secvența principală, dar care are  suprafața și interiorul total convective, fără nici o diferențiere chimică în profunzime.

### Sub-pitică cenușie
O sub-pitică cenușie sau pitică cenușie de masă planetară este un obiect astronomic format la fel ca stelele și picitile cenușii (prin colapsul unei nebuloase), dar nu au masa suficientă pentru a genera fisiune nucleară prin arderea deuteriului (aproximativ 13 mase joviene). 
Unii cercetători le mai denumesc planete de sine stătătoare iar alții pitice cenușii de masă planetară
Sub-piticele cenușii sunt formate la fel ca stelele, prin colapsul gravitațional al unei nebuloase, posibil cu ajutorul foto-eroziunii, dar nu există acord între astronomi dacă trebuie luat în considerare procesul prin care s-a format un obiect denumit „planetă” de vreme ce planetele formate de sine stătător (fără o stea părinte) în spațiul interstelar nu se pot deosebi de planetele ejectate din sistemul solar în care s-a format. A fost propusă o definiție a termenului „sub-pitică cenușie” ('sub-brown dwarf') de către grupul de lucru pentru planete extrasolare - WGESP - al IAU (Uniunea astronomilor internaționali), unde e definită ca „planetă de sine stătătoare găsită în roiuri stelare tinere și cu masa sub cea necesară pentru a fi pitice cenușii”.

### Istorie
- S. S. Kumar, Low-Luminosity Stars. Gordon and Breach, London, 1969—an early overview paper on brown dwarfs
- The Columbia Encyclopedia

### Detalii
- A current list of L and T dwarfs
- A geological definition of brown dwarfs, contrasted with stars and planets (via Berkeley)
- Neill Reid's pages at the Space Telescope Science Institute:
  - On spectral analysis of M dwarfs, L dwarfs, and T dwarfs
  - Temperature and mass characteristics of low-temperature dwarfs
- First X-ray from brown dwarf observed[nefuncțională]
, Spaceref.com, 2000
- Brown Dwarfs and ultracool dwarfs (late-M, L, T) - D. Montes, UCM
- Wild Weather: Iron Rain on Failed Stars - scientists are investigating astonishing weather patterns on brown dwarfs, Space.com, 2006
- NASA Brown dwarf detectives Arhivat în 17 octombrie 2014, la Wayback Machine. - Detailed information in a simplified sense.
- Brown Dwarfs - Website with general information about brown dwarfs (has many detailed and colorful artist's impressions).

### Stele
- Cha Halpha 1 stats and history
- A census of observed brown dwarfs (not all confirmed), ca 1998
- Epsilon Indi Ba and Bb[nefuncțională]
, a pair of brown dwarfs 12 ly away
- Luhman et al., Discovery of a Planetary-Mass Brown Dwarf with a Circumstellar Disk
- Discovery Narrows the Gap Between Planets and Brown Dwarfs, 2007
- Y-Spectral class for Ultra-Cool Dwarfs, N.R.Deacon and N.C.Hambly, 2006